# Плонський Сергій Іларіонович
Сергій Іларіонович Плонський (рос. Сергей Илларионович Плонский; нар. 15 липня 1913, Миколаїв, Російська імперія — пом. 30 серпня 1991, Волгоград, РРФСР) — радянський футболіст, захисник, згодом — тренер. Майстер спорту СРСР, заслужений тренер РРФСР. Більшість кар'єри як гравець і тренер провів у клубах зі Сталінграда. Учасник «Матчу на руїнах Сталінграда».

## Кар'єра гравця
У футбол розпочав грати 1928 року в Миколаєві. Після закінчення Московського інституту фізкультури у 1935—1937 роках виступав за «Спартак» (Москва), у 1938-1940 рр. — «Торпедо» (Горький).
З 1941 по 1947 рік грав за «Трактор» (Сталінград).